# Kyselina stearidonová

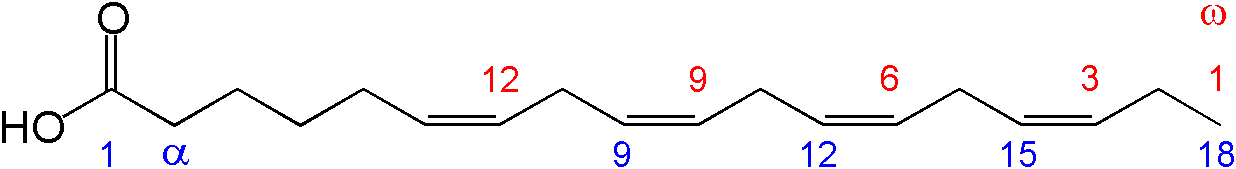
Kyselina stearidonová

Kyselina stearidonová patří mezi omega-3 mastné kyseliny. Molekulu tvoří 18 uhlíků a obsahuje čtyři dvojné vazby. V lidském organismu vzniká konverzí mastné kyseliny alfa-linolenové enzymem delta-6-desaturázou. Tato reakce je jedním z článků řetězce biochemických reakcí konverze kyseliny α-linolenové na kyselinu eikosapentaenovou (EPA) a dokosahexaenovou (DHA), navíc článkem limitujícím. Přímý příjem kyseliny stearidonové v rámci stravy může pomoci zvýšit množství kyseliny EPA a DHA vznikající v organismu.
Mezi významné přírodní zdroje této mastné kyseliny patří oleje ze semen kamejky (Buglossoides arvensis) a hadince (Echium plantagineum). Oba tyto oleje byly podle nařízení Komise (ES) č. 2017/2470 zařazeny mezi nové potraviny (potraviny nového typu). Podle definic v tomto nařízení činí obsah kyseliny stearidonové v kamejkovém oleji minimálně 15 % a hadincovém minimálně 10 %. V menším množství jsou obsaženy i v oleji konopném a v oleji z černého rybízu. Kyselina stearidonová je rovněž významně obsažena v jedné z variant GMO sóji. Podle Evropského úřadu pro bezpečnost potravin EFSA nepředstavuje olej z GMO sóji riziko v lidské výživě při konzumaci kyseliny stearidonové v množství do 4,2 gramů/den.
Netradiční rostlinné oleje obsahující kyselinu stearidonovou mohou pomoci veganům zvýšit příjem kyseliny eikosapentaenové (EPA) a dokosahexaenové (DHA) ve stravě.